# Ostatge

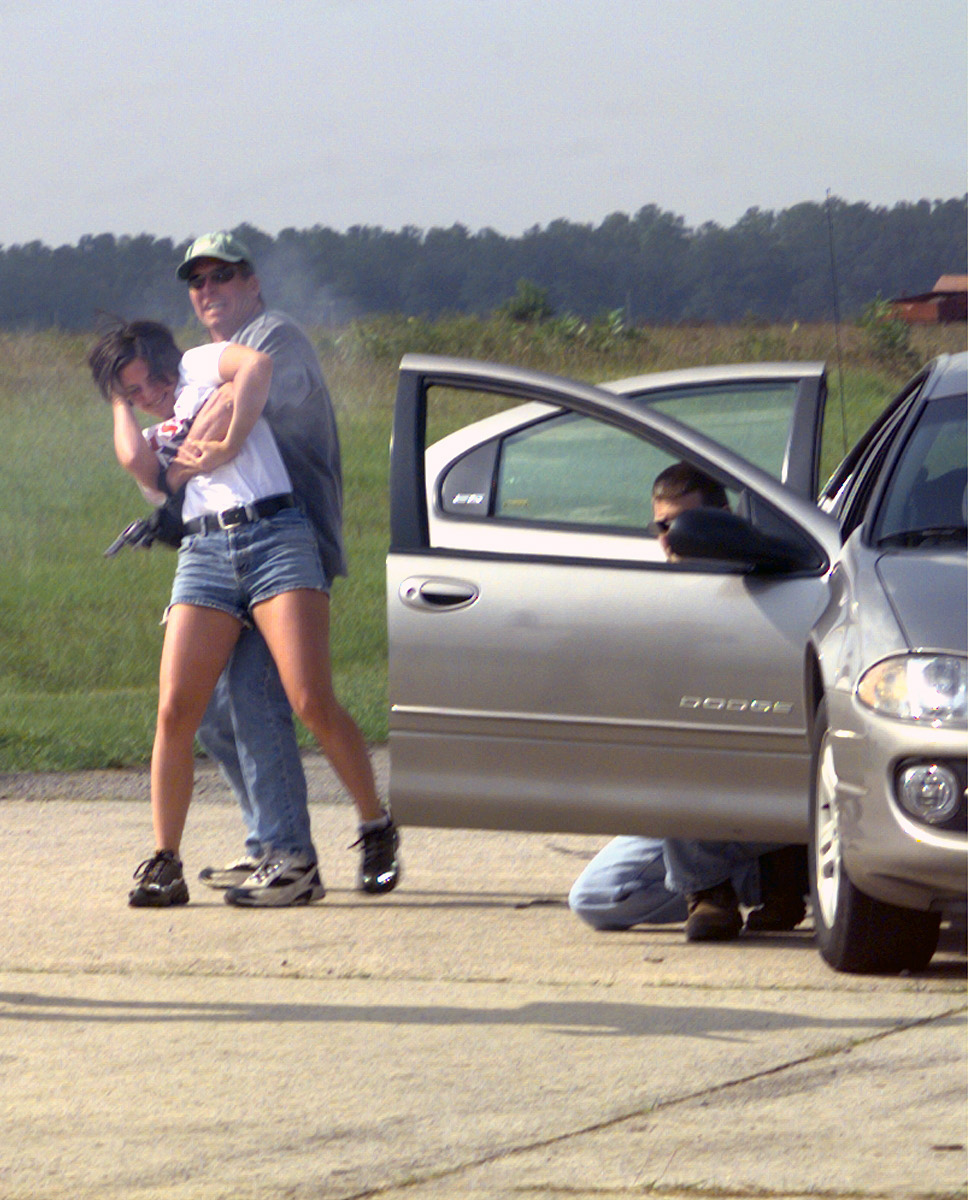
Simulacre policial amb un ostatge.

Un ostatge és una persona retinguda com a presonera per un segrestador, l'alliberament i la vida de la qual depèn d'un requisit a complir per un tercer. Els exèrcits bel·ligerants han recorregut sovint en el passat a aquesta pràctica en el territori enemic per garantir la seguretat de les seves tropes o reprimir els actes hostils. Aquest va ser el cas durant les dues guerres mundials.
Quan el motiu és apolític i només es tracta d'obtenir un rescat, es parla de segrest. En altres casos, es tracta d'una forma de terrorisme per a l'alliberament de presos, el lliurament d'armes o la impunitat dels segrestadors.

## Etimologia
El mot català «ostatge» (que antigament es podia trobar escrit com a hostatge) prové del francès ostage, modernament otage, del llatí tardà obsidaticum (llatí medieval ostaticum, ostagium), l'estat de ser un obses (plural obsides), "ostatge", del llatí obsideō (amb el significat d'«assetjar, freqüentar, bloquejar»), però posteriorment se li va suposar una connexió etimològica amb el llatí hostis («estrany», més tard «enemic», d'on prové el mot «hostilitat»). L'anglès també ha pres del francès el mot, però hi ha afegit una h («hostage») o l'ha mantinguda, segons quin sigui l'origen considerat, la qual cosa pot induir a error amb el mot català modern «hostatge» que significa «lloc per a hostatjar-se»,
Aquesta llarga història d'ús polític i militar indica que les autoritats polítiques o generals estarien legalment d'acord a lliurar a un o en general diversos ostatges en custòdia de l'altre bàndol, com a garantia de la bona fe en el compliment de les obligacions. Aquestes obligacions serien en forma de signatura d'un tractat de pau, en mans del vencedor, o fins i tot intercanviar ostatges com a garantia recíproca en casos com ara armisticis.

## Història

### Antiguitat
La pràctica de prendre ostatges és molt antiga, i s'ha utilitzat constantment en les negociacions amb les nacions conquerides, i en casos com ara rendicions, armisticis i similars, on els dos bel·ligerants depenien per a la seva deguda execució de la mútua bona fe. Està testimoniada ja a l'antic Egipte l'Imperi Romà l'antiga Xina i als primers estats eslaus. Se sap que fins i tot l'any 2300 aC, Sargon d'Accad mantenia representants de les famílies nobles a la cort com a ostatges.
Al segle v aC els espartans capturats després de la batalla d'Esfactèria són utilitzats per Atenes com a ostatges un sol objectiu: privar de superioritat mantenint presoners militars espartans
Les grans potències, com l'antiga Roma i els britànics que tenien estats vassalls, on rebien
 especialment molts d'aquests ostatges polítics, sovint fills de l'elit, fins i tot prínceps o princeses, que eren tractats en general d'acord amb el seu rang, durant un llarg període en el qual se'ls donava una educació elitista o fins i tot una conversió religiosa. Això finalment els influiria culturalment i obriria el camí per a una línia política amistosa si ells ascendien al poder després del seu alliberament.
El jove Juli Cèsar és capturat per pirates a Cilícia, per un rescat que considera vexatori atesa la seva modèstia.
A l'antiguitat, els ostatges de vegades s'ofereixen a un altre estat per garantir un tractat. Aquesta pràctica és utilitzada per moltes persones, Aeci va ser ostatge romà entre els visigots, però també Armini va ser ostatge dels romans. Massa poc popular, aquesta pràctica no sembla haver continuat

### Edat mitjana

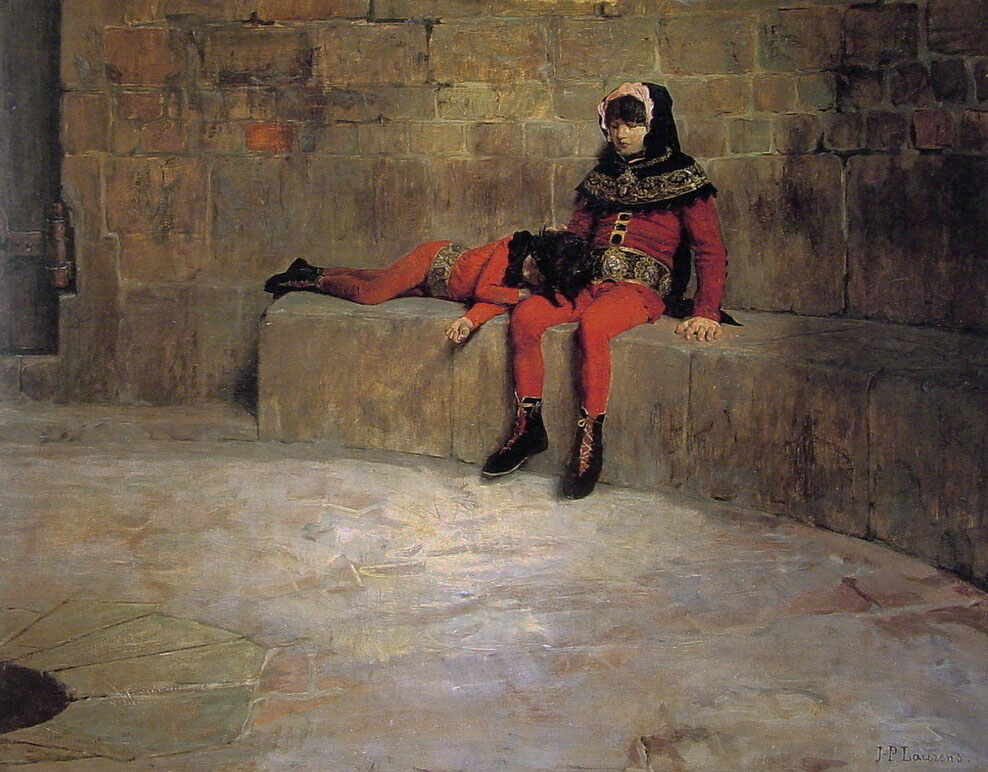
"Ostatges", 1896 pintura per Jean-Paul Laurens, Musée des Beaux-Arts, Lió.

Els ostatges s'utilitzen de vegades per a fins purament financers. És una pràctica dels vikings. Guy de Lusignan, rei llatí de Jerusalem va ser capturat per Saladí, el tracta d'acord amb el seu rang de sobirà i exigeix un rescat.És el cas igualment de Joan el Bo ostatge d'Eduard III a Bordeus i després a Londres.
En 1347, els burgesos de Calais es lliuraren com a ostatges al rei Eduard III d'Anglaterra, i salvaren així la ciutat de la destrucció.
Hi ha ordes religiosos especialitzatss en la negociació d'ostatges: l'Orde Trinitari i l'Orde de la Mercè la missió principal dels quals era la redempció de captius cristians en mans dels pirates berberescos.

### Segle de les Llums
A segle xviii, la pràctica de prendre ostatges com a garantia es torna obsoleta. A la Revolució Francesa, l'ostatge es converteix en un objectiu: la Llei dels sospitosos de 17 de setembre de 1793, la llei d'ostatges del 12 juliol 1799 en virtut de la qual les administracions dels departaments on hi hagués disturbis de naturalesa política podrien detenir com a ostatges, els pares dels emigrants i els opositors notoris de la República.

### Seglexix
Durant la conquesta de Sibèria, les autoritats russes mantingueren com a ostatges membres de l'aristocràcia tribal, que es van mantenir sota vigilància a les ciutats i llocs d'avançada per tal que els membres de la seva tribu paguessin regularment el seu iassak. Els canvis d'ordre d'ostatges es va establir mitjançant un acord amb les persones que pagaven tribut. Lesa utoritats russes van continuar mantenint els ostatges fins a la dècada del 1830.
Durant la Guerra francoprussiana de 1870, els alemanys van prendre com a ostatges a les persones prominents o funcionaris de ciutats o districtes on feien requisicions i també on farratjaven, i que era una pràctica general per a l'alcalde i adjunt d'una ciutat que deixava de pagar una multa que li havia estat imposada que fossin retinguts com a ostatges fins que els diners es paguessin. Un altre cas en què s'han pres ostatges a la guerra moderna ha estat objecte de molta discussió. En 1870 els alemanys van trobar que calia prendre mesures especials per posar fi als accidents ferroviaris en territori ocupat no pertanyent a les forces armades reconegudes de l'enemic, un acte il·legítim de guerra. Ciutadans prominents van ser col·locats a la locomotora del tren, per la qual cosa es podia entendre que, en cada accident causat per l'hostilitat dels habitants, els seus compatriotes serien els primers a patir-ne les conseqüències. La mesura sembla haver estat eficaç. El 1900 durant la Segona Guerra Boer, per una proclama emesa a Pretòria (19 de juny), Lord Roberts va adoptar el pla per una raó similar, però poc després (29 de juliol) va ser abandonat.
Els alemanys també, entre la rendició d'un poble i la seva ocupació final, van prendre ostatges com a garantia contra els brots de violència per part dels seus habitants.

### Segle XX
Durant la Primera Guerra Mundial, les autoritats alemanyes van dur a terme execucions d'ostatges en les ciutats ocupades en les quals els partisans que entraven a la rereguarda dels cosacs atacaven els soldats alemanys (per exemple, a les ciutats de Kalisz i Częstochowa).
Al desembre de 1920, la Revolució Russa topa amb una forta resistència, la Guerra Civil està a tot arreu. El govern soviètic anuncia a Pravda i Izvéstia que considerava els seus presoners de la Guàrdia Blanca i els grups de Sàvinkov i Wrangel com a ostatges en cas d'atac contra els dirigents dels soviètics, i que seran "exterminats sense pietat".
En llegir això, Piotr Kropotkin, l'anarquista, s'adreça immediatament a Lenin en aquests termes: "Respectat Vladimir Ílitx, no hi ha ningú al teu voltant que recordi als teus camarades que aquestes mesures són un retorn als pitjors períodes de l'edat mitjana? Qualsevol persona que es preocupi pel futur del comunisme no pot recórrer-hi. Ningú no t'ha explicat què és realment un ostatge? Un ostatge és detingut no pas pel càstig d'algun crim, sinó per exercir un xantatge a l'enemic amb la seva mort. Els teus camarades no entenen que per als ostatges i les seves famílies, això equival a una restauració de la tortura? No serà pas un senyal que tu consideres la teva experiència comunista com un fracàs i que no el sistema que tant estimes el que tractes de salvar, sinó més aviat la teva pròpia pell?»
Des del 19 de juny de 1940, la repressió alemanya a la França ocupada es tradueix amb la presa d'ostatges durant el dia, sense afusellar-los. Aquesta repressió es va radicalitzar després del 21 agost de 1941, quan el comunista Pierre Georges, futur coronel Fabien, ajudant de camp de Gilbert Brustlein, va abatre un oficial alemany, l'aspirant Moser al Metro Barbès de París. L'endemà, els alemanys fan de tots llurs presoners els seus ostatges en un intent d'aturar l'expansió d'aquests actes de resistència. El 16 setembre 1941, Hitler aprova el "Decret Keitel", que advoca per la pena de mort per a tots els delictes contra el poder ocupant alemany i fixa en 50 o 100 el nombre ostatges que han de ser executats per la mort d'un soldat alemany. Publicat el 28 de setembre pel Militärbefehlshaber, un "codi d'ostatges" especifica les regles de l'"elecció" de les víctimes potencials. El ministre de l'Interior de Vichy, Pierre Pucheu, era el que suggeria als alemanys els noms d'aquests ostatges.

## Regulació jurídica al dret internacional
La majoria dels autors de dret internacional han considerat aquest mètode per prevenir aquests actes d'hostilitat com a injustificable, atès que les persones preses com a ostatges no són les responsables de l'acció, i perquès segons els costums de la guerra, els ostatges han de ser tractats estrictament com a presoners de guerra, i tal exposició al perill es considera una transgressió dels drets d'un bel·ligerant; a més es considera inútil, atès que la simple eliminació temporal dels ciutadans importants fins al final d'una guerra no pot ser un impediment, llevat que la seva simple eliminació privi els combatents de les persones necessàries per a la continuació dels actes que volen realitzar. D'altra banda s'ha instat que els actes que es volen evitar, no són actes legítims per part de les forces armades de l'enemic, sinó actes il·legítims dels particulars, que, si es detecten, pot ser castigat de manera suficient pel Dret, i que una mesura de precaució i preventiva és més raonable que les represàlies. Pot notar-se, però, que els ostatges patirien els actes que volguessin dur a terme les forces bel·ligerants autoritzades de l'enemic.

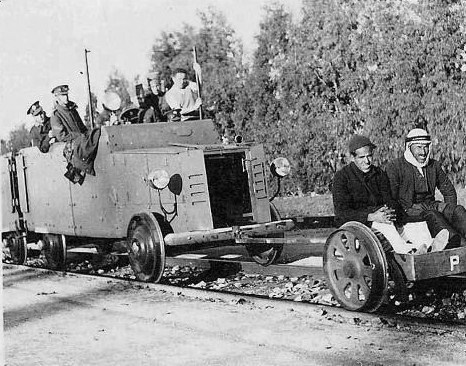
Un vagó de tren blindat britànic darrere d'un vagó en el qual s'asseuen dos ostatges àrabs, 1936.

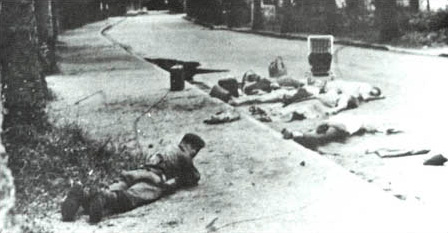
Soldat belga situada davant d'ostatges morts, novembre de 1964 a Stanleyville, Congo belga. Paracaigudistes belgues van alliberar més de 1.800 ostatges europeus en poder dels rebels congolesos.

L'article 50 de la Convenció de l'Haia del 1907 sobre la guerra terrestre estableix que: "No hi ha pena en general, pecuniària o d'una altra manera, que pugui imposar-se a la població a causa dels actes de les persones per als quals no es puguin considerar com a col·lectivament responsables". El reglament, però, no fa al·lusió a la pràctica de prendre ostatges.
Al maig de 1871, en la cloenda de la Comuna de París, va tenir lloc la massacre dels anomenats ostatges. Estrictament no eren ostatges, perquè no havien estat lliurats o presos com a garantia del compliment de qualsevol conducta o com una mesura preventiva, sinó simplement com a represàlia per la mort dels seus líders E. V. Duval i Gustave Flourens. Va ser un acte de desesperació maniàtica, per la derrota a Mont Valrien el 4 d'abril i l'entrada de l'exèrcit a París el 21 de maig. Entre les moltes víctimes que van ser afusellades, els més destacats foren Georges Darboy, arquebisbe de París, l'Abbé Deguery, capellà de la Madeleine, i el president del Tribunal de Cassació, Louis Bernard Bonjean.

## Presa d'ostatges il·legal
La presa d'ostatges es considera avui un delicte o un acte de terrorisme; l'ús de la paraula en aquest sentit de segrest es va convertir en corrent només en la dècada de 1970. L'activitat delictiva es coneix com a segrest. Una situació aguda, on es mantenen ostatges en un edifici o un vehicle que ha estat pres per terroristes armats o delinqüents comuns sovint s'anomena una crisi dels ostatges.
L'article Comú 3 de la Convenció de Ginebra del 1949 afirma que la presa d'ostatges durant un conflicte intern és un crim de guerra i queda prohibida, en qualsevol moment i en qualsevol lloc. En els conflictes internacionals, els articles 34 i 147 de la Quarta Convenció de Ginebra afirma que l'ús de civils com a ostatges és una greu violació de la Convenció. Aquestes convencions es complementen amb l'article 75(2)(c) del  Protocol Addicional I en els conflictes internacionals i en l'article 4(2)(c) del Protocol Addicional II en els conflictes interns.
La Convenció Internacional contra la Presa d'Ostatges - que prohibeix la presa d'ostatges i exigeix el càstig dels prenedors d'ostatges - va ser adoptada per l'Assemblea General de les Nacions Unides en 1979. El tractat va entrar en vigor el 1983 i ha estat ratificat per tots menys 24 dels estats membres de les Nacions Unides.
La presa d'ostatges segueix sent sovint motivada o proposada per obtenir un rescat o per fer complir un intercanvi contra altres ostatges o condemnats fins i tot condemnats políticament. No obstant això, en alguns països la presa d'ostatges amb fins de lucre s'ha convertit en una "indústria", i el rescat és sovint l'única demanda.

## Ostatges notables

### Històrics
- Juli Cèsar
- Miguel de Cervantes, autor de  Don Quixot
- Polibi, historiador grec
- Ricard Cor de Lleó, rei anglès
- L'emperador Teodoric el Gran
- Tokugawa Ieyasu, primer shogun Tokugawa del Japó, va passar la seva infància com a ostatge
- Vlad l'Empalador i el seu germà Radu van ser retinguts com a ostatges pel sultà otomà durant la seva infància per garantir la cooperació del seu pare

### Temps recents
- Massacre de Múnic
- Presa d'ostatges de Beslan
- Presa d'ostatges del teatre Dubrovka
- Crisi dels ostatges a l'Iran
- Ingrid Betancourt
- Terry Waite
- Bowe Bergdahl
- Crisi dels ostatges a Sydney del 2014
- Oriol Junqueras Pel referèndum d'independència del dia 1 d'octubre de 2017.